# Lee Jae-hyuk
Dans ce nom coréen, le nom de famille, Lee, précède le nom personnel.
Lee Jae-hyuk est un boxeur sud-coréen né le 20 mai 1969.

## Carrière
Lors des Jeux olympiques de 1988 à Séoul, Lee Jae-hyuk remporte la médaille de bronze dans la catégorie poids plumes, ne s'inclinant qu'en demi-finale face au Roumain Daniel Dumitrescu.